# Jänijõgi
Jänijõgi är ett vattendrag i Estland. Det ligger i den centrala delen av landet, 40 km öster om huvudstaden Tallinn.